# 1827 en Lorraine
Chronologie de la Lorraine
- 1823
- 1824
- 1825
- 1826
- 1827
- 1828
- 1829
- 1830
- 1831

Cette page est une liste d'événements qui se sont produits durant l'année 1827 en Lorraine.

## Événements

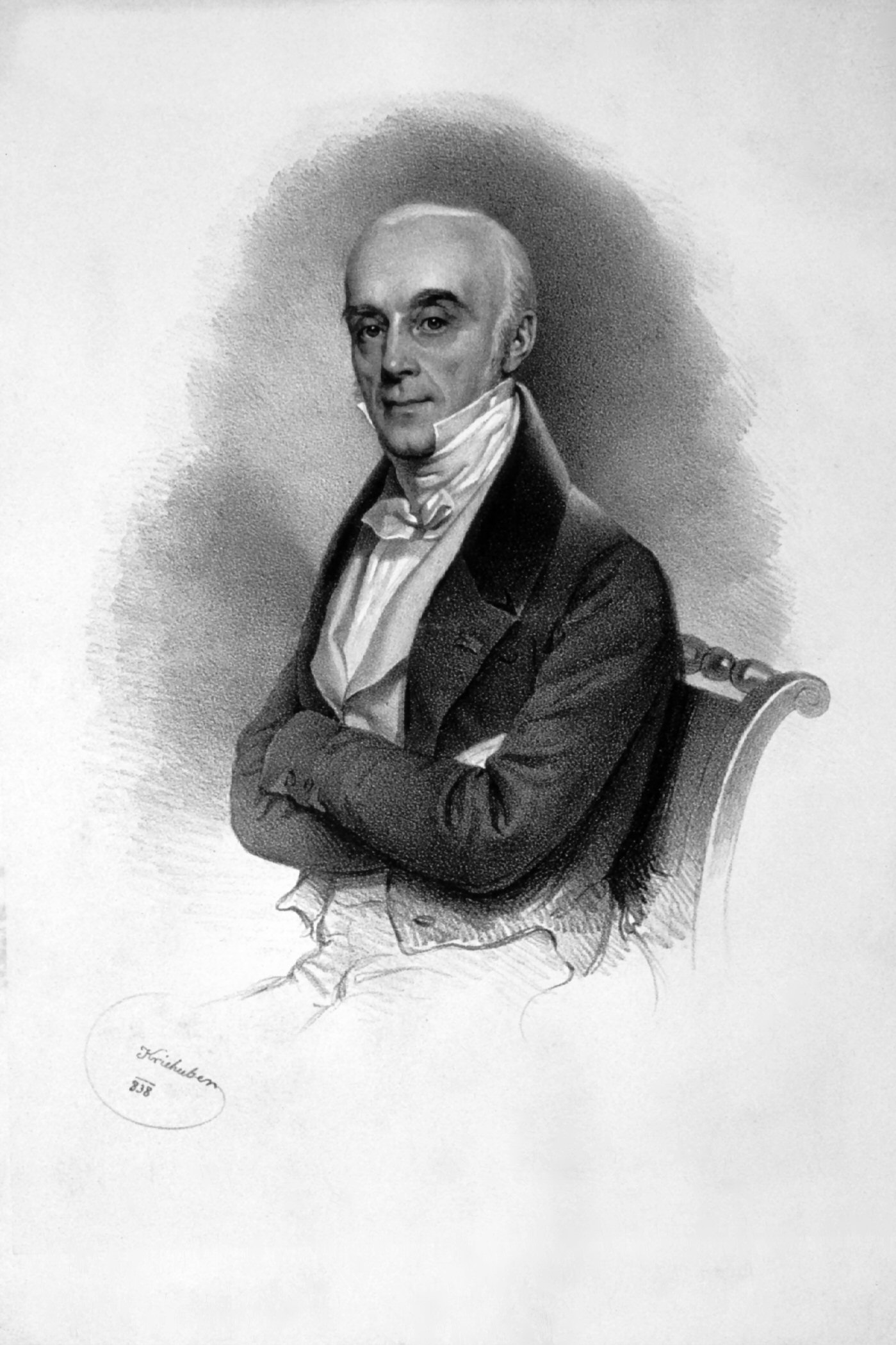
Saint-Aulaire.jpg

- Joseph Piroux fonde l'Institut des sourds et muets à Nancy[1].
- Élus députés de la Meurthe : Pierre François Marchal, jusqu'en 1834, siégeant dans l'opposition libérale; François Alexandre de Metz jusqu'en 1831, soutenant la Restauration; Pierre Sébastien Thouvenel jusqu'en 1833, siégeant dans l'opposition libérale.
- Élus députés de la Meuse : Louis-Clair de Beaupoil de Sainte-Aulaire; Charles-Adrien de Cholet, réélu; Pierre Deminuid-Moreau, maître de forges, maire de Longeville, il est député de la Meuse de 1830 à 1831, siégeant dans la majorité soutenant la monarchie de Juillet.
- 24 novembre : sont élus députés du collège de département de la Moselle : François Durand de Tichemont, au collège de département;  Jean Baptiste Joseph de Lardemelle, réélu avec 56 % des voix[2]; Joseph Michel de Saint-Albin siégeant dans la majorité soutenant les ministères de la Restauration; Marie-Césaire du Teil, réélu. Le baron du Teil soutint de ses votes, jusqu'en 1830, la monarchie légitime et Joseph de Turmel, réélu siégeant avec la majorité ministérielle.
- Est élu député des Vosges : Louis Léopold Buquet, dans le 2e arrondissement électoral des Vosges (Remiremont), par 67 voix sur 117 votants et 171 inscrits, contre 47 voix données à M. Richard d'Aboncourt, député sortant.

## Naissances

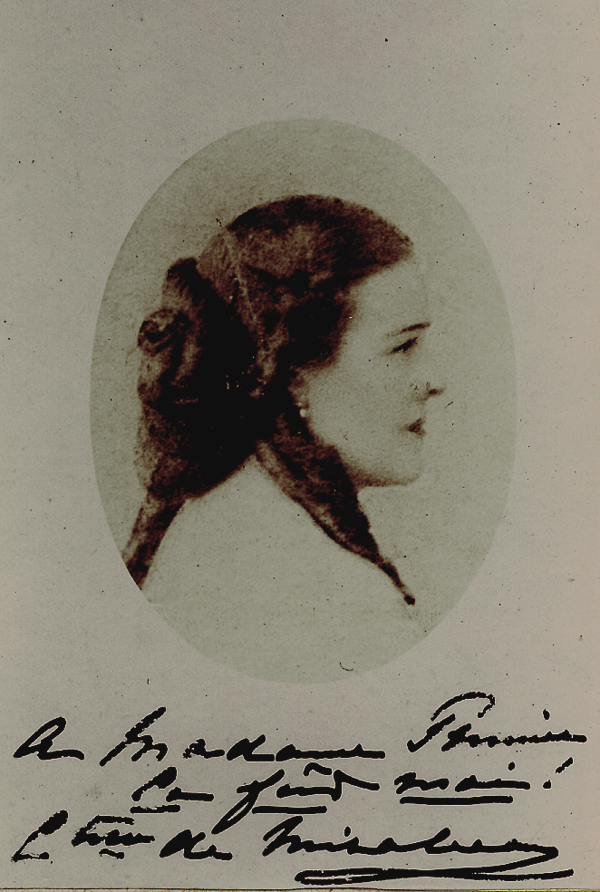
Marie Le Harivel de Gonneville.

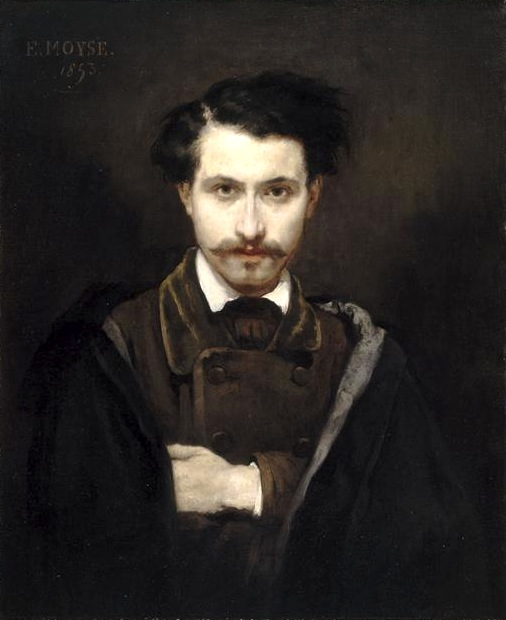
Édouard Moyse.

- À Bitche : Jean Schwartz, alias, John Black (1827-1899), homme politique américain. Il fut maire de Milwaukee, Wisconsin.
- 21 janvier à Nancy : Joseph-Auguste Charlot, compositeur français  mort le 29 juillet 1871 à Sèvres.
- 25 janvier à Prey : Jean-Antoine Villemin, mort à Paris le 6 octobre 1892, est un médecin militaire, hygiéniste et épidémiologiste français, connu pour avoir démontré en 1865 que la tuberculose était une maladie contagieuse.
- 24 mars à Metz : Jules Edouard Magy, artiste peintre français du XIXe siècle,  mort à Marseille le 6 juillet 1878 (à 51 ans).
- 3 avril à Metz : François Achille Thomassin (1827-1919), général français. Général de division de la IIIe République, il participa à la conquête de l'Algérie.
- 5 avril à Frauenberg : Don Solomon Lazard, mort le 13 janvier 1916 à Los Angeles, est un homme d'affaires franco-américain.
- 28 avril à Nancy : Marie Le Harivel de Gonneville, comtesse de Mirabeau,  morte à Mondeville le 8 mars 1914, femme de lettres française.
- 15 mai à Metz : Julien Félix, décédé en 1900, avocat et bibliophile français.
- 20 mai à Belmont-lès-Darney : François Joseph Hubert Ponscarme, dit  Hubert Ponscarme, mort le 27 février 1903 à Malakoff, sculpteur et médailleur français.
- 21 mai à Nancy : Jules Yves Antoine Duvaux, mort le 2 juin 1902 à Nancy, est un homme politique français de la IIIe République. Professeur au lycée de Nancy, il eut notamment pour élève Charles de Foucauld.
- 9 juin à Phalsbourg : Jacques Libman, mort le 7 novembre 1911 à Paris, militant catholique et royaliste français.
- 23 juillet à Bar-le-Duc : Charles-Maurice Ernest Jacquelot de Moncets, mort le 4 juillet 1906, militaire français.
- 29 juillet à Lunéville (Meurthe-et-Moselle) : Paul Michaut est un industriel et homme politique français décédé le 27 septembre 1895 à Baccarat (Meurthe-et-Moselle).
- 18 août à Metz : Joseph Hussenot (1827 - 1896), peintre français du XIXe siècle.
- 27 septembre au château de la Malgrange à Jarville-la-Malgrange : Henri de L'Espée,  mort assassiné le 25 mars 1871 à Saint-Étienne, ingénieur et homme politique français.
- 9 novembre à Metz : Jean François Racine, mort à Charleville le 1er juillet 1902, architecte français.
- 13 novembre à Metz : Jules Verronnais (1827-1896), auteur et imprimeur français[3]. Il est l'auteur de plusieurs cartes sur la Moselle.
- 27 novembre à Nancy : Édouard Moyse, mort le 1er juin 1908 à Paris, peintre, graveur et illustrateur français.
- 5 décembre à Nancy : Marie-Henri d'Arbois de Jubainville, mort à Paris 14e le 26 février 1910[4], historien, archiviste et celtologue français.
- 14 décembre à Thionville : Paul Albert, mort à Paris 4e le 21 juin 1880[5], universitaire français, historien de la littérature.

## Décès
- 8 janvier : Jean François Christophe, né le 16 juillet 1772 à Nancy (Meurthe-et-Moselle), général français de la révolution et de l’Empire.
- 15 avril à Metz : Le baron Antoine Alexandre Rousseaux né le 17 septembre 1756 à Paris, paroisse Saint-Laurent, général français de la Révolution et de l’Empire.
- 26 août à Montigny-lès-Metz (Moselle): Claude François Cuny, né le 11 août 1751 à Baulay (Haute-Saône), militaire français de la Révolution et de l’Empire.
- 25 décembre à Cattenom : Jacques Le Bourgeois du Cherray est un homme politique français né le 7 janvier 1767 à Verdun (Trois-Évêchés).